# Лузіньянська сеньйорія

Герб Лузіньяну

Лузіньянська сеньйорія (фр. Seigneurie de Lusignan) — феодальне володіння в Пуату в Південній Франції з центром в замку Лузіньян, відоме з 929 року. Сеньйори де Лузіньян були васалами графів Пуатьє. В XI столітті завдяки шлюбу Лузіньяни приєднали до своїх володінь Ла-Марське графство, а в XII — Ангулемське графство. Після згасання роду остання його представниця в 1309 році була змушена передати Лузіньян французькій короні.

## Історія
Про перших сеньорів Лузіньяна відомо мало. Вони згадуються в ранньосередньовічній хроніці монастиря Сен-Мекс. Гуго I Мисливець служив при дворі графів Пуату або єпископів Пуатьє, отримавши в 929 році за вірну службу свій феод. Його син, Гуго II Добрий, побудував замок Лузіньян, що дав назву сеньйорії.
В XI—XIII століттях Лузіньяни змогли розширити свої володіння за допомогою шлюбів. Гуго VI Диявол, що доводився по матері онуком графа Бернара I де Ла Марш, в кінці XI століття пред'явив права на графство Ла Марш, присвоївши собі титул графа, почавши війну за успадкування. Суперечка за володіння графства велася до кінця XII століття. Тільки 1199 року Гуго IX де Лузіньян, який викрав королеву-матір Елеонору Аквітанську, домігся від короля Англії Іоанна Безземельного визнання за собою прав на графство Ла Марш.
Починаючи з 1099 року багато представників дому Лузіньянів брали участь в хрестових походах.
У 1220 році Гуго X де Лузіньян одружився з графинею Ізабеллою Ангулемською, вдовою короля Іоанна Безземельного, завдяки чому приєднав до своїх володінь Ангулемське графство. Він намагався скористатися малоліттям короля Людовика IX, щоб ще розширити свої володіння, однак його авантюра не увінчалася успіхом і Гуго був змушений поступитися низкою замків французькій короні.